# Пустельні повітряні змії
Пустельні повітряні змії (араб. مصائد صحراوية, трансліт. maṣāyid ṣaḥrāwīa, латиніз. пустельні пастки) — рукотворні кам'янисті структури, пристосування, що використовувалося для масового полювання на стада диких тварин, і було поширене в пустелях Близького Сходу, Аравії та Північної Африки. Вперше були виявлені в повітря протягом 1920-х років. Відомо понад 6000 пустельних повітряних зміїв розміром від ста метрів до кількох кілометрів. Зазвичай вони мають форму повітряного змія, що утворений стінами з сухого каменю висотою до одного метра, але існують варіації. Дослідження, що проведені після відкриття пустельних повітряних зміїв на початку 20-го століття, припускають, що полювання в основному велося на дикі стада піщаної газелі.

## Будова
Пустельні повітряні змії — це споруди різного розміру, трикутної форми та побудовані з каменів. Вони складаються з двох низьких кам'яних стінок, які утворюють два довгих рукава, що сходяться в коло, оточене вершиною. Діаметр кола на кінцях рукавів коливається від кількох метрів до приблизно ста метрів, а рукави простягаються від кількох сотень метрів до кількох кілометрів. Крім того, можна помітити, що висота стінок, а також товщина різняться між повітряними зміями і не є однаковими, іноді навіть якщо вони з'єднані.

## Датування
Датування повітряних зміїв є проблематичним. Дослідники вважають, що використання повітряних зміїв сягає кінця неоліту, тобто вони з'явилися у вживанні людини з шостого тисячоліття до нашої ери. Найдавніший відомий повітряний змій був знайдений в Йорданії, і датується періодом неоліту (8300-4500 років до н. е.).

## Поширення
Пустельні повітряні змії відомі в чотирьох центральних центрах Близького Сходу: повітряні змії Негева, Арава та Синаю; повітряні змії Східної Йорданії; повітряні змії Саудівської Аравії; і повітряні змії сирійської пустелі. Негевські, аравські та синайські повітряні змії відносно невеликі, тоді як йорданські та сирійські повітряні змії дуже великі й часто будуються ланцюгами. У повітряних зміїв Сирії та Саудівської Аравії в повітряному змії можна знайти кілька вбивчих отворів. Станом на 2018 рік, на Близькому Сході відомо понад 6000 повітряних зміїв, а в деяких частинах Сирії є до 1 повітряного змія на кожні 2 квадратних кілометри, настільки, що вони частково перекриваються або утворюють складні структури.
Подібні до пустельних повітряних зміїв структури знайдені в Туреччині, Вірменії, Казахстані, Узбекистані, Іраку, Єгипті, Лівії, Ємені, а також в Південній Африці. Подібні великі огорожі, які, імовірно, використовувалися як пастки, були знайдені в Європі, датуються епохою мезоліту та неоліту.